# 错那镇
错那镇，是中华人民共和国西藏自治区山南市错那市下辖的一个镇，2023年之前曾为错那县政府驻地。

## 行政区划
错那镇下辖以下地区：
错那社区和吉松社区。